# شركة الرياض للتعمير
تأسست شركة الرياض للتعمير بالمرسوم الملكي الكريم رقم (م/2) بتاريخ 1414هـ كشركة سعودية مساهمة لتصبح نتاجًا لذلك الفكر المستنير، الذي تبناه الملك سلمان بن عبد العزيز أبان أمارته منطقة الرياض بهدف تطوير منطقة قصر الحكم، وتفخر الشركة بكونه -حفظه الله– أول رئيس شرف لمجلس إدارة الشركة، ليثمر هذا الجهد النير في بزوغ مشروعات تنموية من خلال سيرها على مسارين متوازيين أحدهما تمثل في مجال التطوير والاستثمار العقاري. وتمثل الآخر في إنشاء وتشغيل وإدارة مشروعات الخدمات والنفع العام. حيث تمكنت الشركة من إنشاء وإدارة عدة مشروعات خدمية، يعمل من خلالها كوادر وطنية مؤهلة يصل عددهم إلى أكثر من 150 موظفاً من الكوادر الوطنية المتميزة، مقدمين أنموذجًا بمجالات التطوير والتشغيل والتأجير لنحو 2000 عميلٍ ومستأجرٍ، يخدمون ما يفوق عن الـ 20 مليون مواطناً ومقيماً.

## قيادات الشركة
- صاحب السمو الملكي فيصل بن بندر بن عبد العزيز أمير منطقة الرياض – رئيس شرف مجلس إدارة شركة الرياض للتعمير
- صاحب السمو الأمير فيصل بن عبد العزيز بن عياف أمين منطقة الرياض – رئيس مجلس إدارة الشركة
- ماجد السبيعي – عضو مجلس إدارة
- سلمان الهتلان – عضو مجلس إدارة
- عبد الإله الحسن – عضو مجلس إدارة
- عبد الله الباحوث – عضو مجلس إدارة
- علي الحسون – عضو مجلس إدارة
- فهد القاسم – عضو مجلس إدارة
- نايف الحديثي – عضو مجلس إدارة
- جهاد بن عبد الرحمن القاضي - الرئيس التنفيذي

## العوائد (آخر 5 سنوات)
- 2017: 222 مليون ريال سعودي
- 2018: 204 مليون ريال سعودي
- 2019: 166 مليون ريال سعودي
- 2020: 228 مليون ريال سعودي
- 2021: 318 مليون ريال سعودي

## الأنشطة
منذ نشأتها، طورت الرياض للتعمير مسارات أعمالها من خلال الاستثمار في مشروعات النفع العام والتطوير العقاري والتشغيل. وذلك من خلال ثلاثة قطاعات رئيسية هي:
1. التطوير: تطوير عدد من المشروعات التجارية، والسكنية، وخدمات النفع العام في وسط مدينة الرياض، بالإضافة إلى القيام بدور المطور الرئيس لعدد من المجتمعات السكنية والمخططات ضمن مدينة الرياض بغرض البيع.
2. التشغيل: القيام بدور المشغل الرئيس لأسواق النفع العام في مجال المنتجات الطازجة واللحوم بالإضافة إلى تشغيل مركز النقل العام بين المدن ونشاط مزاد السيارات.
3. التأجير: القيام بعمليات التأجير لأصول ومراكز الشركة بالإضافة إلى المساحات التأجيرية ضمن مشروعات النفع العام التي تقوم الشركة بتشغيلها.

التوجه الاستراتيجي للشركة هو التوجه على التطوير العقاري وإدارة التطوير، أسواق النفع العام، مزاد السيارات، والاستثمار المالي.

## تاريخ الشركة

### 1994م التأسيس
تبني الملك سلمان بن عبد العزيز فكرة تأسيس وإنشاء الشركة وتوليه لرئاسة شرف مجلس إدارة شركة الرياض للتعمير ووضع حجر الأساس لمشروعها الأول في وسط مدينة الرياض كتطوير متعدد الاستخدام (مركز التعمير).

### 1997- 1998م
افتتاح سوق اللحوم بالخضار بالبطحاء

### 1999 – 2000
افتتاح سوق الرياض ومركز التعمير
افتتاح سوق الرياض في عام 1999
افتتاح مركز التعمير في 2000
بدء تطوير أراضي تلال الرياض (تطوير عقاري سكني ومتعدد الاستخدام).

### 2001 – 2007 التوسع في أنشطة الشركة
افتتاح مركز النقل العام في 2001
افتتاح سوق جملة الخضار والفاكهة في 2005
افتتاح مزاد التعمير الدولي للسيارات في 2007

### 2014 – 2015 زيادة رأس مال الشركة
زيادة رأس مال الشركة من مليار ريال ل1.3 مليار ريال.
افتتاح التعمير بلازا 3 وبدء عملياتها التأجيرية.
شراء أرض في الثمامة بمساحة 2.55 مليون متر مربع.

### 2016 – 2019 شراكات جديدة
شراكة جديدة مع أمانة منطقة الرياض وسوق عتيقة المركزي تم من خلالها افتتاح المرحلة الأولى من السوق في 2016 وافتتاح المرحلة الثانية منه في 2019.
شراكة جديدة أخرى مع شركة تطوير عقاري في مشروع تنال للاستثمار والتطوير العقاري بمساهمة عينية لأرض الثمامة بما يعادل 69.38% من نصيبها في الشراكة.

### 2020 بدء بيع مشروع تنال
إطلاق مبيعات أراضي الثمامة (تنال) من خلال شركة تنال للاستثمار والتطوير العقاري.

### 2021 التحول والتطوير المؤسسي
تعيين سمو الأمير فيصل بن عبدالعزيز بن عياف رئيسا لمجلس إدارة الشركة لدعم تطلعها في التحول والتطوير المؤسسي المستدام.

### 2022 تطوير الاستراتيجية
البدء في أعمال تطوير الاستراتيجية الجديدة للشركة.

## تطلعات الشركة المستقبلية
تطلعات الشركة حسب الاستراتيجية الجديدة هي:
1. التطوير العقاري وإدارة التطوير
2. أسواق النفع العام
3. مزاد السيارات
4. الاستثمار المالي

## مشاريع الشركة الحالية

### التأجير
1. مركز التعمير للجملة: يمثل باكورة وأكبر مشروعات الشركة. وهو مشروع متعدد الاستخدام ويشمل الوحدات التجارية والمكتبية والسكنية بالإضافة إلى وحدات التجزئة. ويقع المركز بحي الديرة على مساحة تقارب 105 ألف متر مربع، وتم افتتاحه في عام 2000م.
2. سوق التعمير للحوم والخضار بالبطحاء: تم تطويره في عام 1997م بالشراكة مع أمانة منطقة الرياض المالكة للأرض على مساحة 14 ألف متر مربع عبر اتفاقية البناء والتشغيل ومن ثم نقل الملكية. ويعد أول سوق مغلق ومكيف لبيع اللحوم بكافة أنواعها.
3. سوق عتيقة المركزي: تزيد مساحته عن 196 ألف متر مربع، وتم افتتاح المرحلة الأولى منه في عام 2016م، وافتتاح المرحلة الثانية في عام 2019م. وهو يعتبر أحد الأسواق ذات الأهمية التاريخية في منطقة الرياض، وقد تم تطويره بالشراكة مع أمانة منطقة الرياض المالكة للأرض عبر اتفاقية البناء والتشغيل ومن ثم نقل الملكية. ويتيح السوق خيارات متعددة للمستهلكين من أسر وأفراد والقطاعات التجارية المتوسطة والصغيرة تغطي متطلباتهم من الخضروات والفواكه والتمور، واللحوم، والأسماك، والمحامص.
4. سوق رياض التعمير: يقع على تقاطع الدائري الجنوبي مع شارع البطحاء العام، على أرض مساحتها حوالي 38 ألف متر مربع، حيث تم افتتاحه عام 1999م، ويعتبر أحد الأسواق متعددة الاستخدامات الذي يشمل الوحدات التجارية والمكتبية، ويمثل إضافة لمشروعات الشركة المجاورة بمنطقة العزيزية التي تشهد نمواً مطرداً نحو تكامل الخدمات.
5. مستودعات التبريد والتجميد: تقع على مساحة تزيد عن 27 ألف متر مربع، بجوار سوق الجملة للفواكه والخضروات، لمقابلة الطلب السريع والمباشر على مرافق التخزين المبردة. وقد تم البدء في تطويره عام 2009م وبدأ تأجير أولى وحداته عام 2013م.
6. أراضي العزيزية: مجموعة من الأراضي المملوكة للشركة بمساحة تتجاوز 46 ألف متر مربع على طريق الدائري الجنوبي، ومؤجرة عبر اتفاقية البناء والتشغيل، ومن ثم نقل الملكية مع عدد من المستثمرين في عام 2004م.
7. برج تجاري في حي الملقا (جنوب تقاطع طريق الملك فهد مع طريق الملك سلمان): تم الاستحواذ على برج تجاري في حي الملقا شمال العاصمة الرياض خلال العام 2022م. ويقع البرج على أرض بمساحة 3,346 متر مربع. وهو مُكوّنٌ من 12 دوررًٍا بالإضافة إلى دوْريْن للمواقف، وبمساحات تأجيريه تبلغ حوالي 10,500 متر مربع.

### مشروعات التشغيل والنفع العام
1. سوق التعمير المركزي لجملة الخضار والفواكه: قامت شركة الرياض للتعمير بتطوير السوق في عام 1998م على أرض مملوكة للشركة على مساحة تبلغ قرابة 300 ألف متر مربع في حي العزيزية في الرياض. ويُعد أحد أكبر الأسواق في مجال تجارة جملة المنتجات الطازجة في الشرق الأوسط. ويلعب دورًا محوريًا في تزويد كافة أسواق المملكة بالمنتجات الطازجة المحلية والمستوردة. كما يسهم في عمليات التصدير للأسواق المجاورة.
2. مركز التعمير للنقل العام: قامت شركة الرياض للتعمير بتطوير مركز النقل بين المدن على مساحة تقدر بنحو 150 ألف متر مربع في حي العزيزية بالرياض مملوكة بالكامل للشركة. تم افتتاح المركز عام 2001م ويعتبر أكبر محطة للنقل البري بين المدن في الشرق الأوسط. يوفر المركز مناطق تجارية لتلبية احتياجات المسافرين، ومكاتب لشركات النقل الدولي والحج والعمرة.
3. مزاد التعمير الدولي للسيارات: قامت شركة الرياض للتعمير بتطوير المزاد على أرض بمساحة 240 ألف متر مربع شرق مدينة الرياض مملوكة للشركة. حيث تم افتتاحه عام 2007م. ويشمل المزاد 9 مسارات للمزايدة على المركبات، تدعمها منطقة تخزين تتسع لأكثر من 20,000 سيارة. ويقدم خدمات عرض وإدرارج المركبات للمزايدة في بيئة تتواءم مع احتياجات ا المؤسسات التمويلية في المملكة.

### التطوير العقاري
قامت شركة الرياض للتعمير منذ عام 2001م بالاستثمار في مجال تطوير البنية التحتية وتطوير الأراضي الخام لعدد من المخططات والمجتمعات السكنية في شمال وشمال شرق مدينة الرياض وشملت:
1. تلال الرياض: يقع على مساحة تزيد على مليون متر مربع غرب طريق الملك فهد شمال الرياض في حي الملقا على امتداد طريق أنس بن مالك تم الاستحواذ عليها في عام 2001م. قامت الشركة بدور المطور الرئيس للبنية التحتية للمشروع. كان أول مشروع لمجتمع سكني متكامل ومغلق في مدينة الرياض ولا يزال يعد أحد أبرز الأحياء السكنية في الرياض.
2. مخطط حي الرمال: يمتد المشروع على أرض بمساحة 3 مليون متر مربع في حي الرمال شمال شرق مدينة الرياض والتي استحوذت عليها الرياض للتعمير في عام 2014م بمشاركة شركة سمو العقارية. ومن ثم تم تأسيس شركة تنال للاستثمار والتطوير العقاري في عام 2019م للقيام بدور المطور الرئيس لمخطط تنال من خلال الشراكة بين شركة الرياض للتعمير وشركة سمو القابضة و شركة سمو العقارية، وتستحوذ الرياض للتعمير على حصة 69.38٪ من رأس المال.
3. مدينة التعمير للخدمات الفنية: وهي عبارة عن أرض مطورة للصناعات الخفيفة تقع شمال شرق مدينة الرياض، على مساحة إجمالية تبلغ 250 ألف متر مربع. حيث تم البدء في تطوير أجزاء من الأرض في عام 2002م.
4. مخطط مدن الشروق (شروق التعمير): وهو عبارة عن مخطط أراضي للشركة تقع شمال شرق مدينة الرياض، تم البدء في تطويره عام 2002م، وتبلغ مساحة الأرض الخام للمخطط 2.9 مليون متر مربع.